# Barowo
Barowo (mac. Барово) – wieś w południowej Macedonii Północnej, terytorialnie i administracyjnie należąca do gminy Demir Kapija. Według stanu na 2002 rok jej liczebność wynosiła 10 mieszkańców.

położenie wsi na mapie gminy

Według danych ze spisu powszechnego przeprowadzonego w 2002 roku, wieś Barowo zamieszkiwało 10 osób deklarujących następującą narodowość: 
- Macedończycy – 9 (90%)
- Turcy – 1 (10%)